# Rachel Chinouriri
Rachel Chinouriri (Kingston upon Thames, 1º novembre 1998) è una cantante britannica.

## Biografia
Chinouriri, nata a Kingston upon Thames da genitori zimbabwesi che hanno entrambi combattuto nella guerra civile in Rhodesia, si è trasferita da bambina con la famiglia a Forestdale.
Ha avviato la propria attività musicale nel 2018, facendosi notare per i suoi primi singoli dalla Parlophone, etichetta che ha quindi deciso di ingaggiarla al suo interno. Nel giugno 2019 ha tenuto il suo primo concerto dal vivo a Londra, mentre ad agosto ha pubblicato il suo EP d'esordio Mama's Boy. Una deluxe del progetto, contenente quattordici tracce, è stata presentata nella seconda metà dell'anno. È stata inoltre candidata per due riconoscimenti agli Ivor Novello Awards, uno per la miglior canzone contemporanea con Give Me a Reason e l'altro per la star in ascesa.
Ha in seguito accompagnato sia Sam Fender che Lewis Capaldi in alcune tappe delle loro tournée musicali. Si è inoltre esibita a diversi festival nazionali ed è stata l'artista di apertura dei concerti di novembre del Faith in the Future World Tour di Louis Tomlinson.
Nel maggio 2024 è avvenuta la pubblicazione dell'album in studio di debutto What a Devastating Turn of Events, ampiamente approvato dalla critica, giunto nella top 20 della Official Albums Chart e promosso da un tour. Ha poi partecipato per la prima volta al festival di Glastonbury ed è stato messo in commercio un EP dal vivo, intitolato Live at Koko. Il successo riscosso da What a Devastating Turn of Events è stato sufficiente da fruttarle due nomination ai BRIT Awards 2025, una per l'artista dell'anno e l'altra per il miglior esordiente.
Nella prima metà del 2025 è stato annunciato l'All I Ever Asked for Was a North American Tour, costituito da diciotto date da svolgersi in America del Nord, ed è stata impegnata nell'aprire i concerti dello Short n' Sweet Tour di Sabrina Carpenter. È anche uscito l'EP Little House e ha conseguito la sua prima entrata nella Official Singles Chart con All I Ever Asked (2022).

## Discografia

### Album in studio
- 2024 – What a Devastating Turn of Events

### EP
- 2019 – Mama's Boy
- 2021 – Four° in Winter
- 2022 – Better Off Without
- 2024 – Live at Koko
- 2025 – Little House

### Singoli
- 2018 – What Have I Ever Done
- 2018 – So My Darling
- 2019 – Adrenaline
- 2019 – Mama's Boy
- 2019 – Where Do I Go?
- 2020 – Beautiful Disaster (con Sam Dotia)
- 2020 – Give Me a Reason
- 2020 – What the World Needs Now
- 2021 – Darker Place
- 2021 – Through the Eye
- 2021 – November (con Hak Baker)
- 2021 – Right Together (con Conducta)
- 2021 – If Only
- 2022 – So My Darling
- 2022 – All I Ever Asked (solo o con Sombr)
- 2022 – I'm Not Perfect (but I'm Trying)
- 2023 – Maybe I'm Lonely
- 2023 – Ribs
- 2023 – Love Me in Chapters II (con Chrissi)
- 2023 – The Hills
- 2024 – Never Need Me
- 2024 – What a Devasting Turn of Events
- 2024 – It Is What It Is
- 2024 – Parachute (con Shimza)
- 2024 – Even (con Cat Burns)
- 2025 – Can We Talk About Isaac?
- 2025 – Chameleon (con Alemeda)

## Tournée
- 2023 – UK Tour
- 2024 – What a Devastating Turn of Events
- 2025 – All I Ever Asked for Was a North American Tour